# Префектура Яманасі
Префекту́ра Ямана́сі (яп. 山梨県, やまなしけん, МФА: [jamanaɕi̥ keɴ]?) — префектура в Японії, в регіоні Чюбу.  Розташована в центральній частині острова Хоншю. Адміністративний центр префектури — Кофу (Яманасі). Межує з префектурами Токіо, Канаґава, Сідзуока, Наґано та Сайтама. Заснована 1871 року на основі провінції Кай. Площа становить 4465,37 км². Станом на 1 серпня 2011 року в префектурі мешкало 858 111 осіб. Густота населення складала 192 осіб/км². Основою економіки є сільське господарство та виноробство. 

## Географія

Гора Фудзі з боку озера Каваґуті.

Топографічна мапа префектури Яманасі

Префектура Яманасі розташована на острові Хонсю, в регіоні Тюбу. Це одна з небагатьох японських префектур, що не має виходу до моря. Яманасі межує із префектурами Токіо, Канаґава, Сідзуока, Наґано й Сайтама. Через географічну близькість до Токіо її відносять до столичної агломерації. Рельєф префектури Яманасі гористий. На півдні розташована гора Фудзі — національний символ країни. Єдиною рівниною префектури є западина Кофу, розташована в західній частині префектури. Адміністративний центр Яманасі — місто Кофу. З усіх префектур столичної агломерації Яманасі має найбагатшу флору і фауну. Лісові курорти префектури служать місцем відпочинку токійців та мешканців сусідніх великих міст.
Префектура Яманасі займає територію історичної провінції Кай. Вона поділялася на два мікрорегіони — західний Кунінака й східний Ґуннай. Перший знаходився в басейні річки Фудзі, а другий в межиріччі Саґамі й Тами. Між обома регіонами простягалися гори висотою 1500 — 2000 м. Через труднощі транспортного сполучення Кунінака й Ґуннай розвивалися ізольовано. Це спричинило відмінності у соціально-економічному житті їхніх мешканців. Ці відмінності зберігалися до початку 21 століття.

## Історія
Провінція Кай відома в Японії як батьківщина стародавнього самурайського роду Такеда. Попри дуже обмежені господарські ресурси, цей рід мав найпотужнішу армію в Східній Японії протягом усього середньовіччя. В 16 столітті голова цього роду — Такеда Сінґен — захопив сусідні провінції Сінано, Кодзуке, Суруґа, Тотомі й навіть намагався захопити столицю Кіото. Цей полководець є головним героєм багатьох місцевих легенд і переказів. На його честь щорічно відбуваються свята в різних містах і містечках префектури.

## Економіка
Основою економіки префектури Яманасі є сільське господарство, садівництво і овочівництво. Центром цих галузей є западина Кофу. Провідним заняттям мешканців префектури є вирощування винограду й персиків. За кількістю продукції цих культур Яманасі посідає перше місце в Японії. Поряд з виноградництвом розвинене виноробство та обробка алмазів. Загальний ВВП префектури нижчий від середньояпонського.
Населення префектури поступово зменшується через відплив молоді до Токіо, Йокогами, Сідзуоки. Більшість жителів проживає в районі Кофу й околицях. Гірські місцевості заселені дуже слабо.

## Освіта
- Яманаський університет

## Відомі люди
- Іїда Дакоцу — японський поет.